# 緬因號戰艦 (ACR-1)
缅因号（USS Maine ACR-1），是美国海军的一艘6682吨级二等戰艦，它以美国缅因州的名字命名。该船的爆炸和沉没成为了美西战争的导火索，关于它真正的沉没原因直到现在仍是个谜。

## 建成与服役
缅因号于1886年8月3日在布鲁克林海军船厂开建，服役于1895年9月17日。

## 沉没和战争爆发

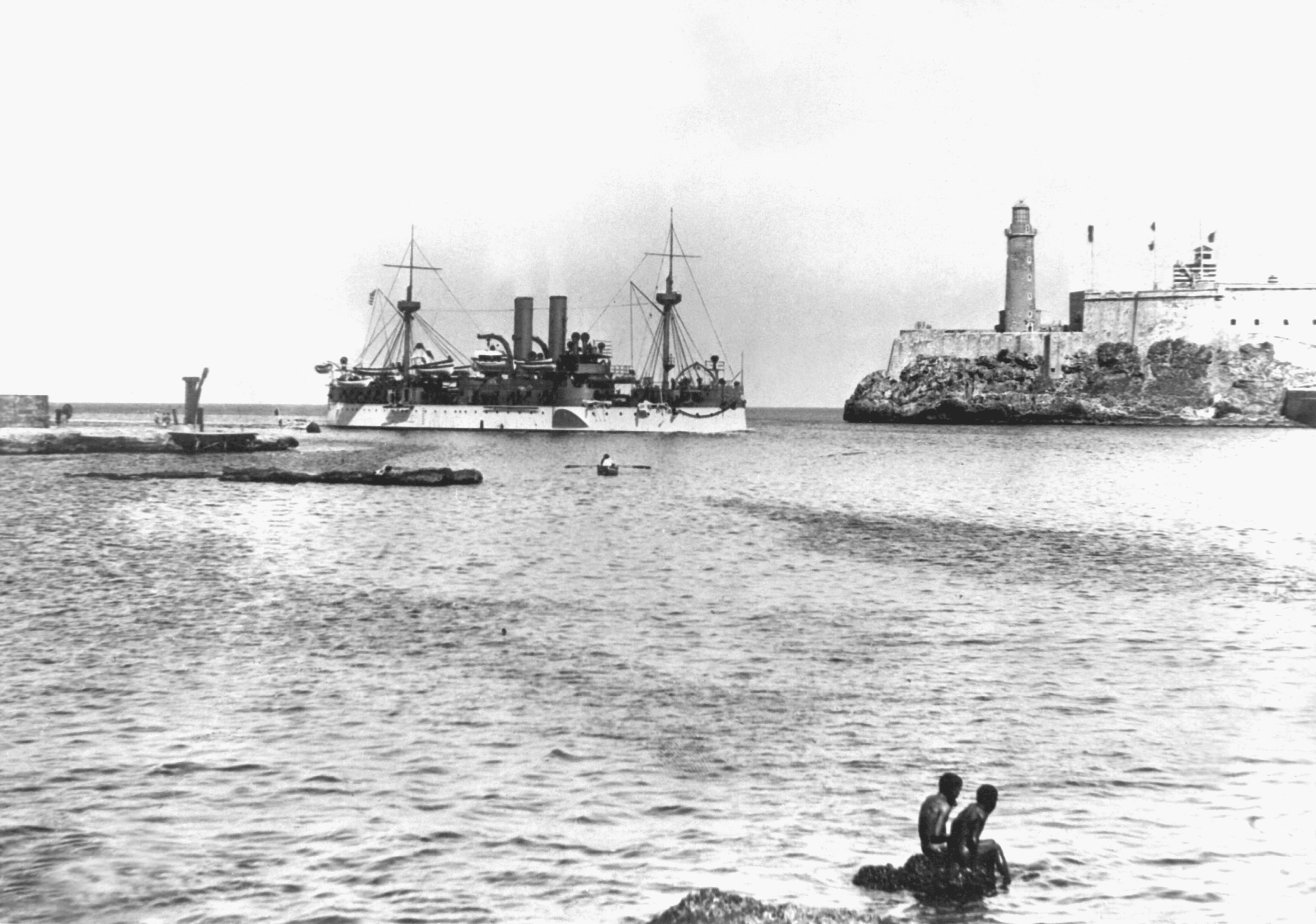
1898年1月25日缅因号驶入哈瓦那港的照片

1898年1月缅因号由美国佛罗里达州基韦斯特驶往到古巴哈瓦那，三个星期后的2月15日下午9时40分，停在哈瓦那港的缅因号发生爆炸。爆炸的威力巨大，几乎炸掉的前侧三分之一的船体，其余的残骸迅速沉入海面，造成266人死亡，其中绝大多数为士兵，爆炸时全舰军官几乎都在舰上，只有两名军官在陆上。美国指控缅因号的爆炸是西班牙一手策划的结果，3月27日，美国驻西班牙公使提出要求西班牙在古巴停火和取消集中营法等条件。西班牙为了避免对美作战，于4月9日宣布休战。但美国国会发布决议：宣布古巴拥有独立权，要求西班牙从古巴撤出，授权总统使用武力，并宣告美国无意兼併古巴。4月22日，美国海军封锁古巴港口。4月24日，西班牙向美国宣战，次日，美国亦向西班牙宣战。

## 沉沒原因調查
美國海軍調查委員會（Court of Inquiry）採信潛水員證詞，認為船體底部鋼板向內彎曲，推斷為外部水雷（如水下爆炸）所致。
結論雖未指明責任方，但成為美國對西班牙宣戰的導火索，“Remember the Maine, to hell with Spain”成為口號。
1911年美國工程兵團建造圍堰，抽乾水體，首次全面檢查殘骸。
調查委員會依然認為爆炸由外部力量（如水雷）引發，但也承認彈藥庫內的黑火藥爆炸是直接原因。
1974年海軍上將里科弗（Rickover）組織專家重新分析，結論為：沒有技術證據支持外部爆炸說，最可能是煤艙自燃引發彈藥庫爆炸，但無法完全排除其他內部原因。
1976年後，學界主流觀點轉向“內部事故說”。

## 纪念设施

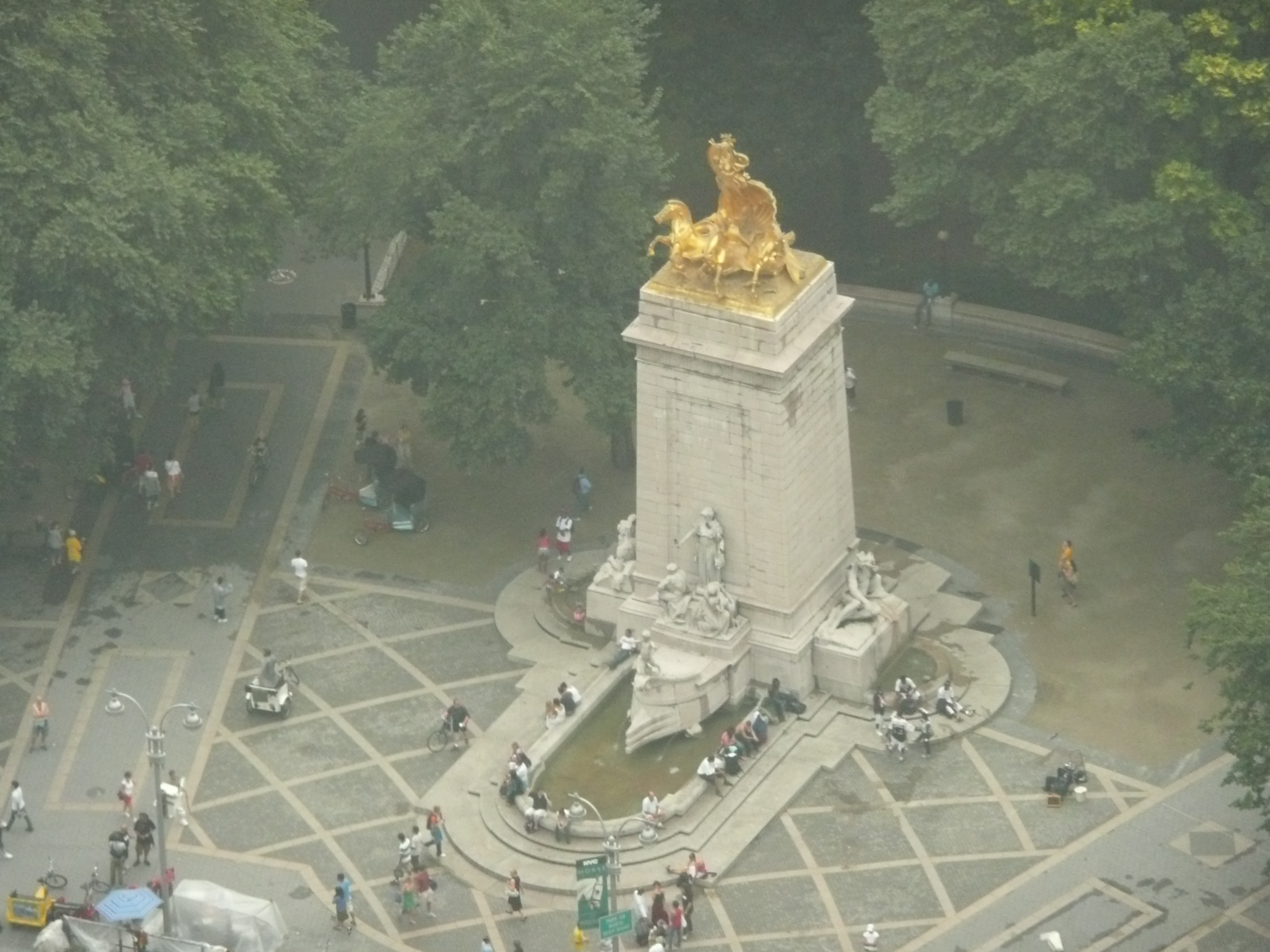
建在纽约市的缅因号纪念碑

美国在多个州建有纪念碑，悼念缅因号沉没事件中阵亡的士兵。1926年，古巴政府在哈瓦那建立了缅因号战舰遇难者纪念碑，以纪念美国帮助古巴从西班牙获得独立。1961年猪湾事件后象征美国的鹰和半身像被移除，之后被添加了铭文，改为纪念“因帝国主义的贪婪而夺取古巴所受害的遇难者”。